# Liste Münchner Straßennamen/E

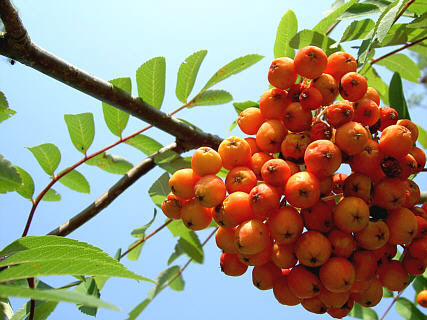
Früchte der Eberesche (Vogelbeere)

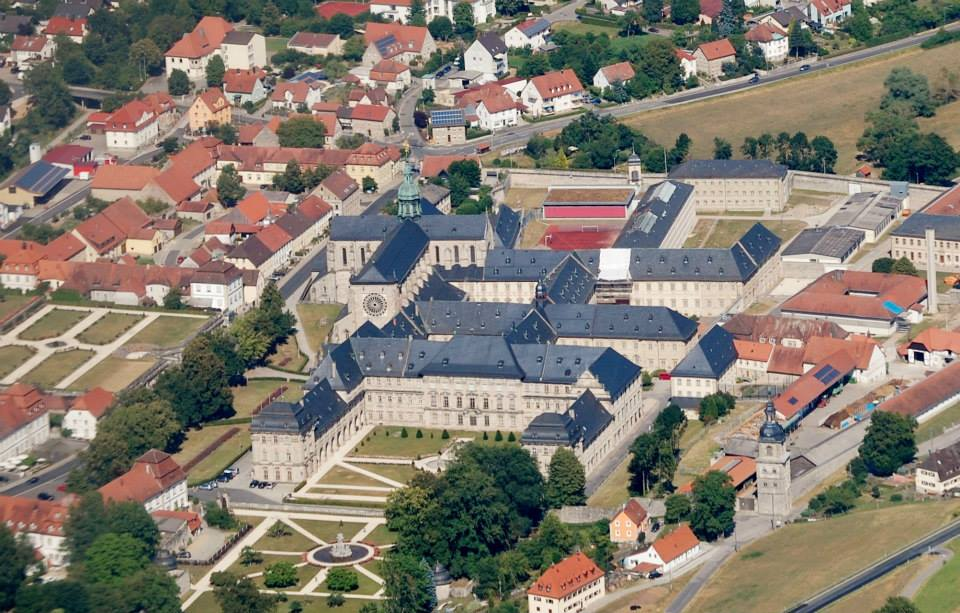
Kloster Ebrach Gesamtanlage

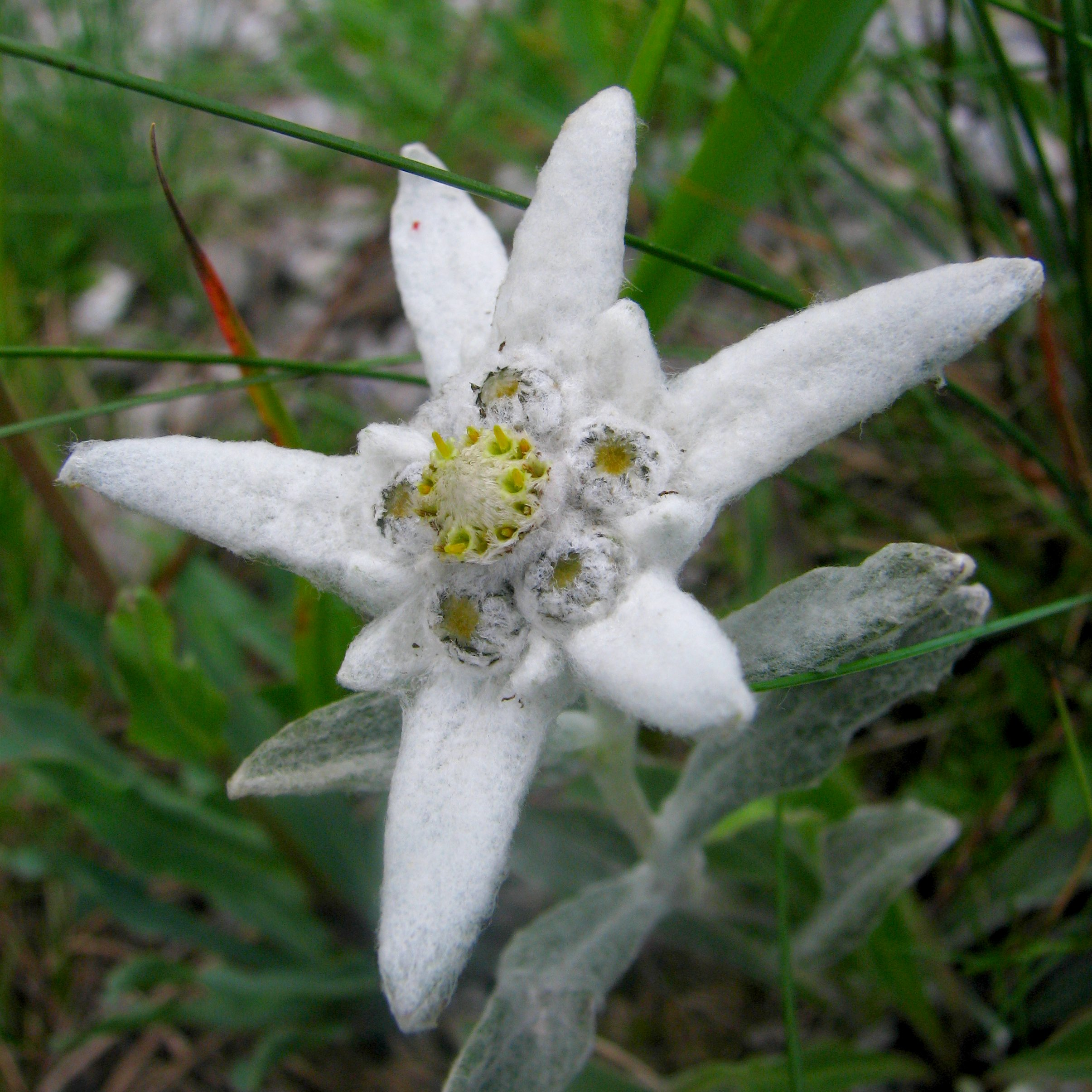
Edelweiß (Leontopodium alpinum)

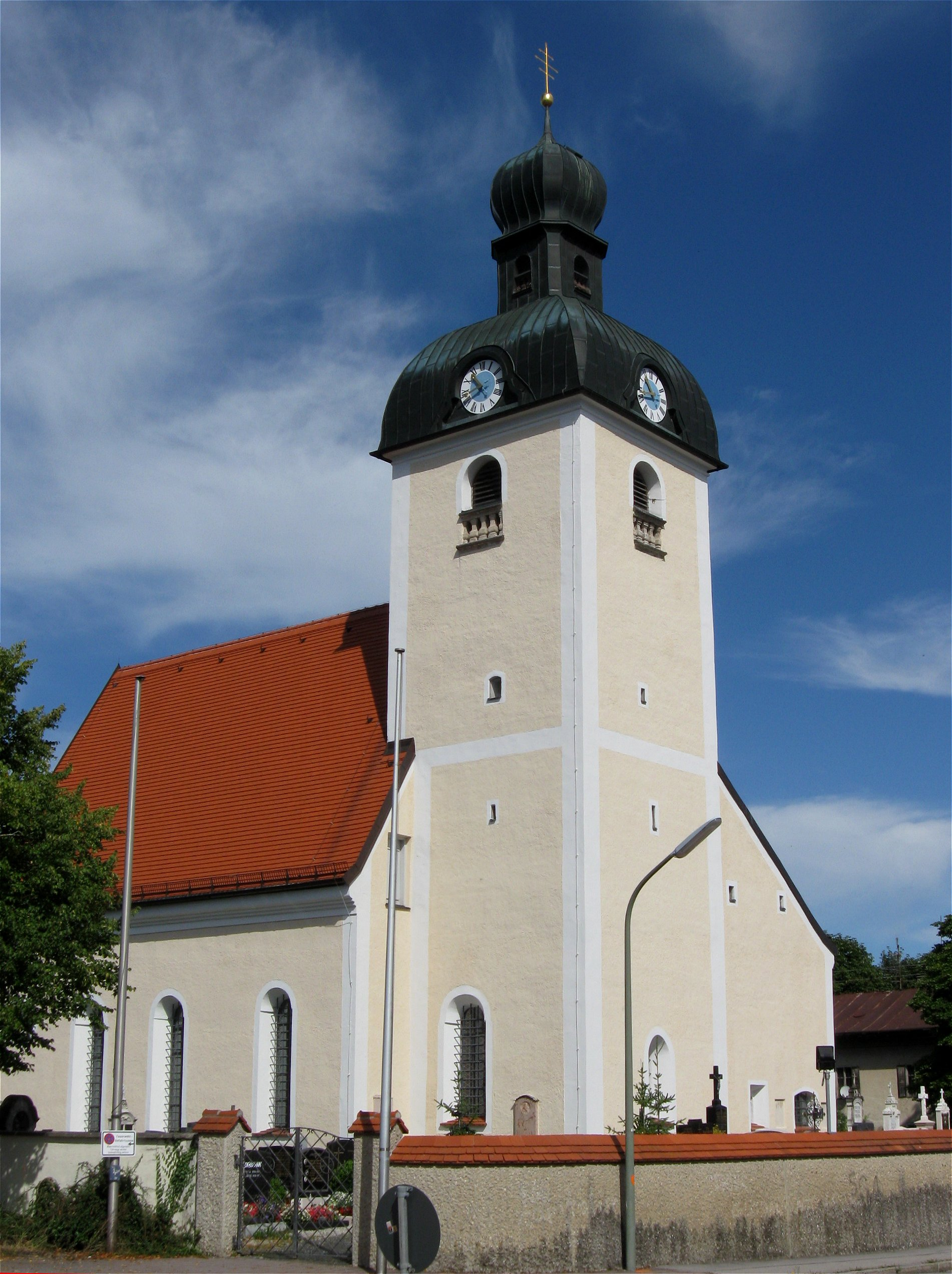
Egmating

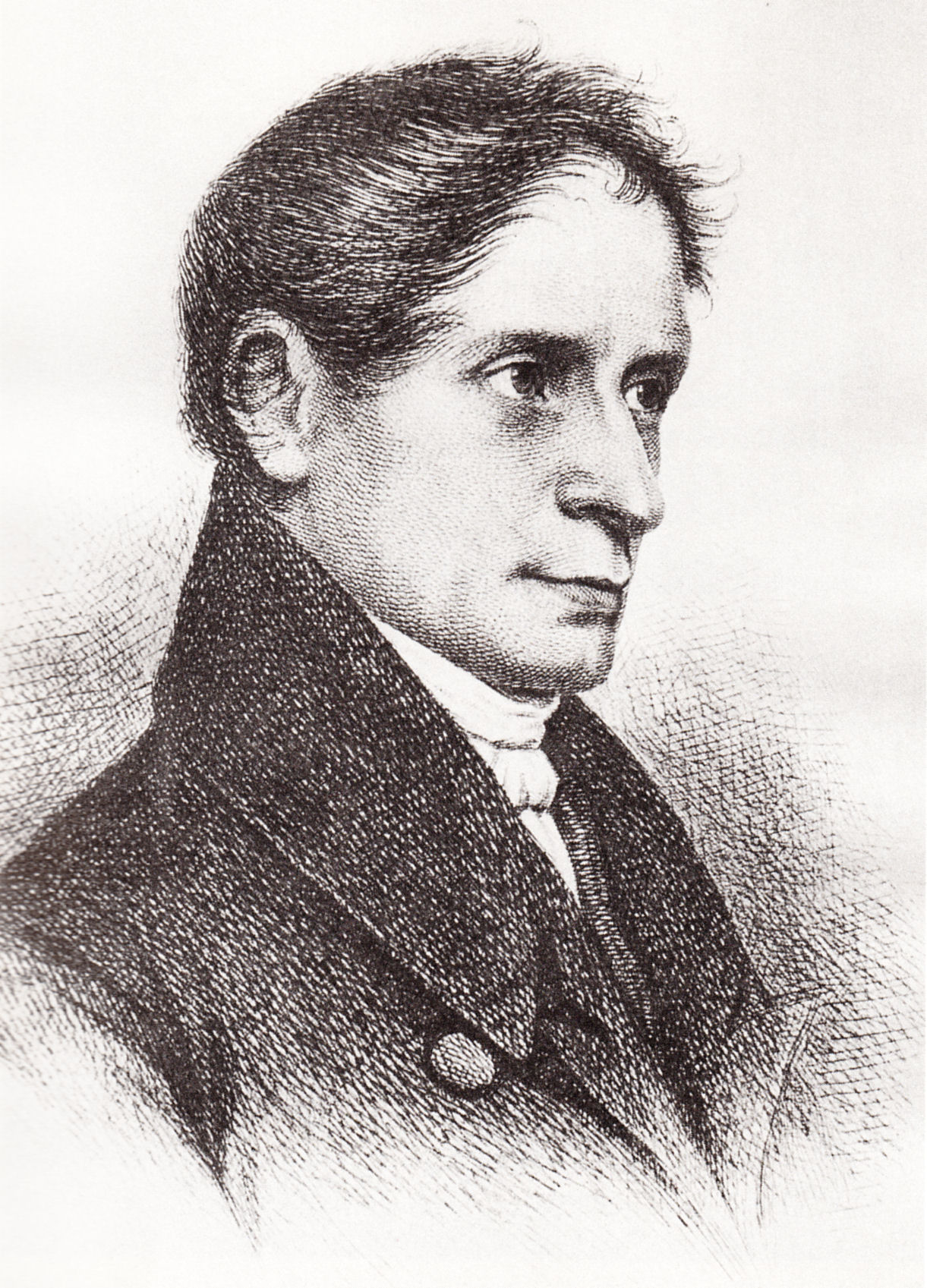
Joseph von Eichendorff

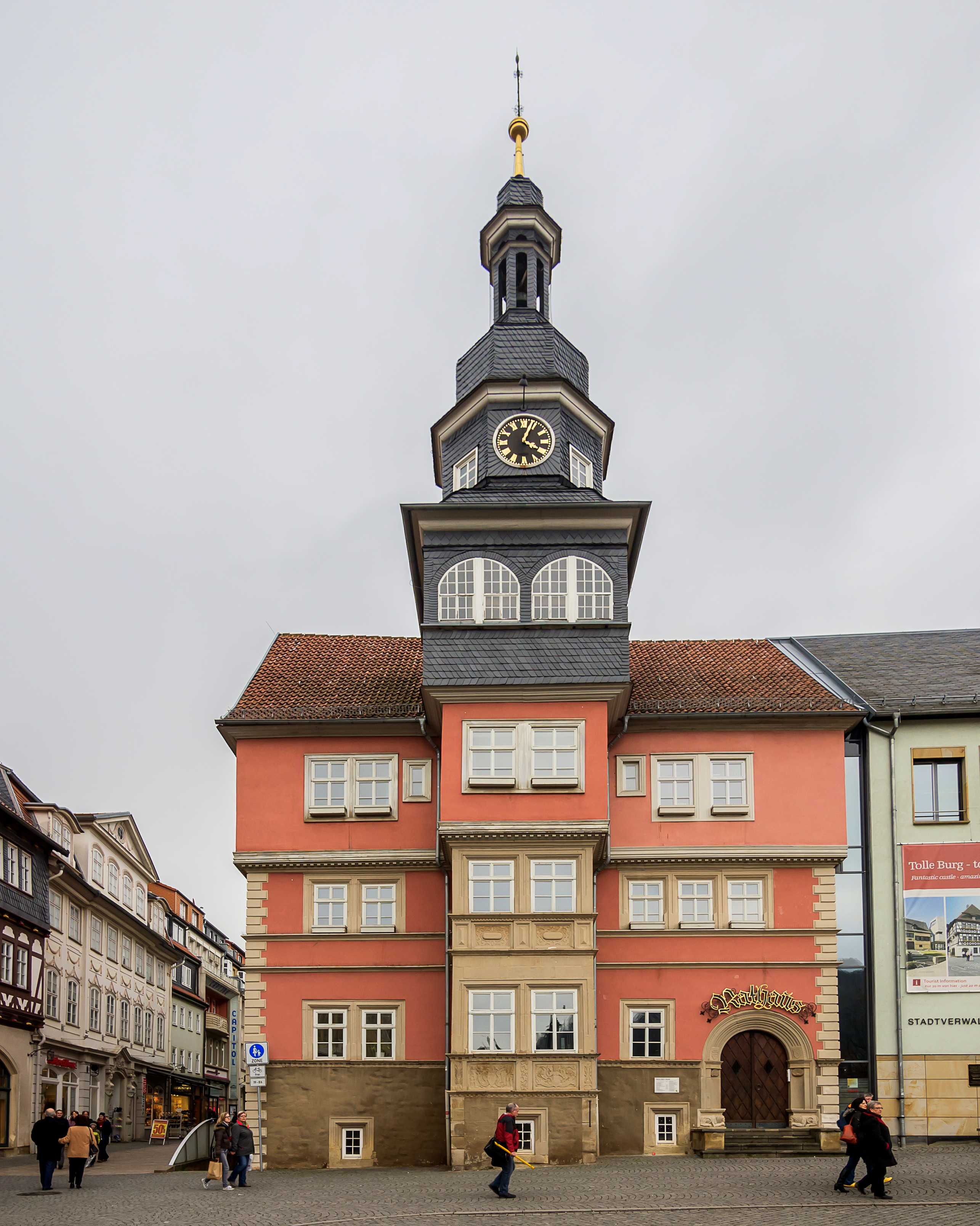
Rathaus in Eisenach

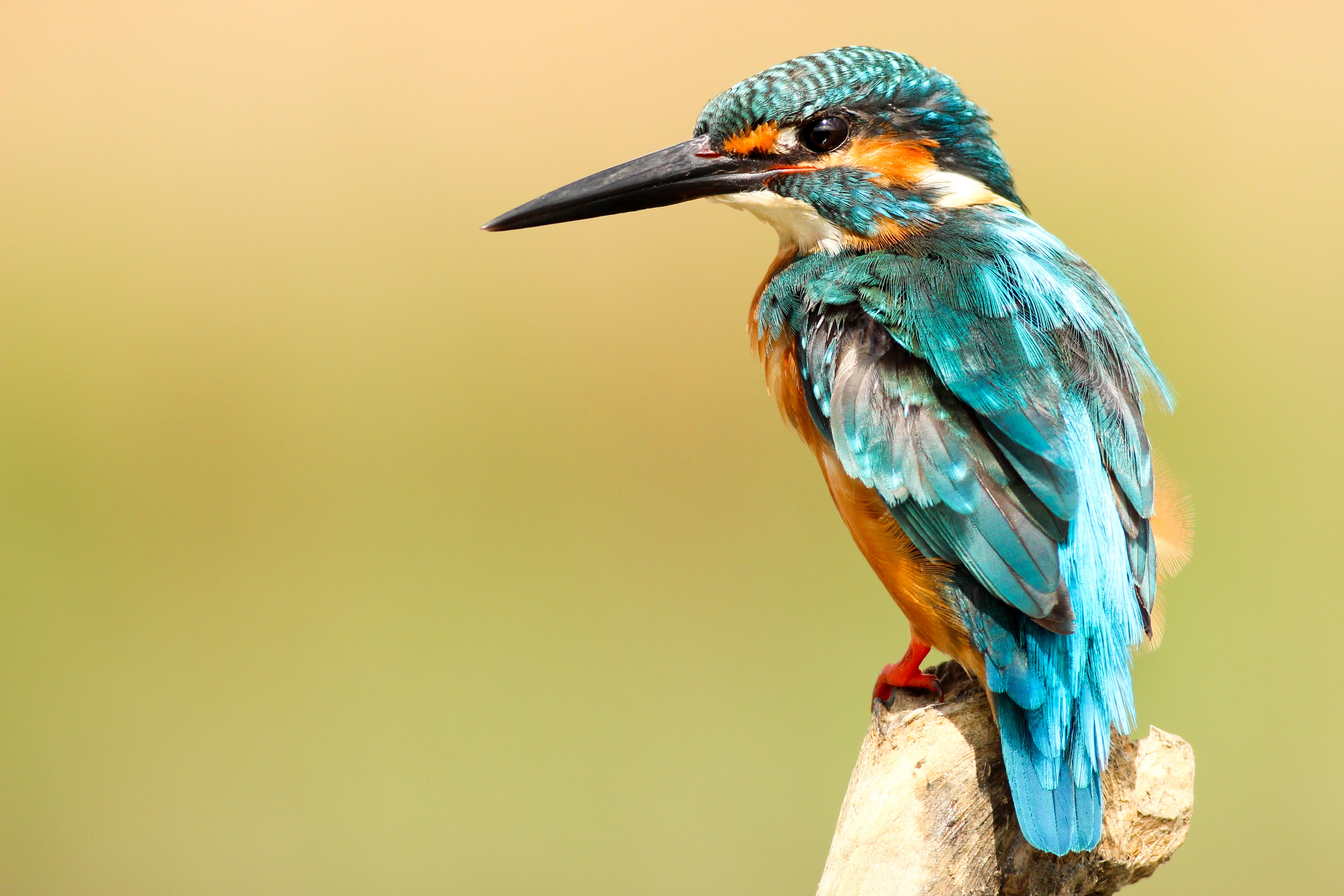
Eisvogel

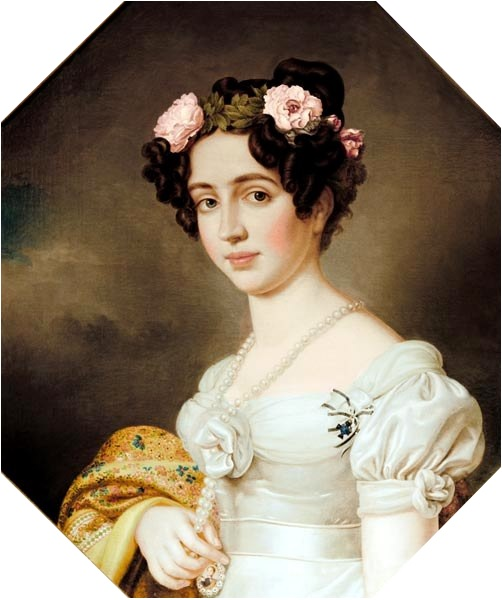
Elisabeth Ludovika, Prinzessin von Bayern

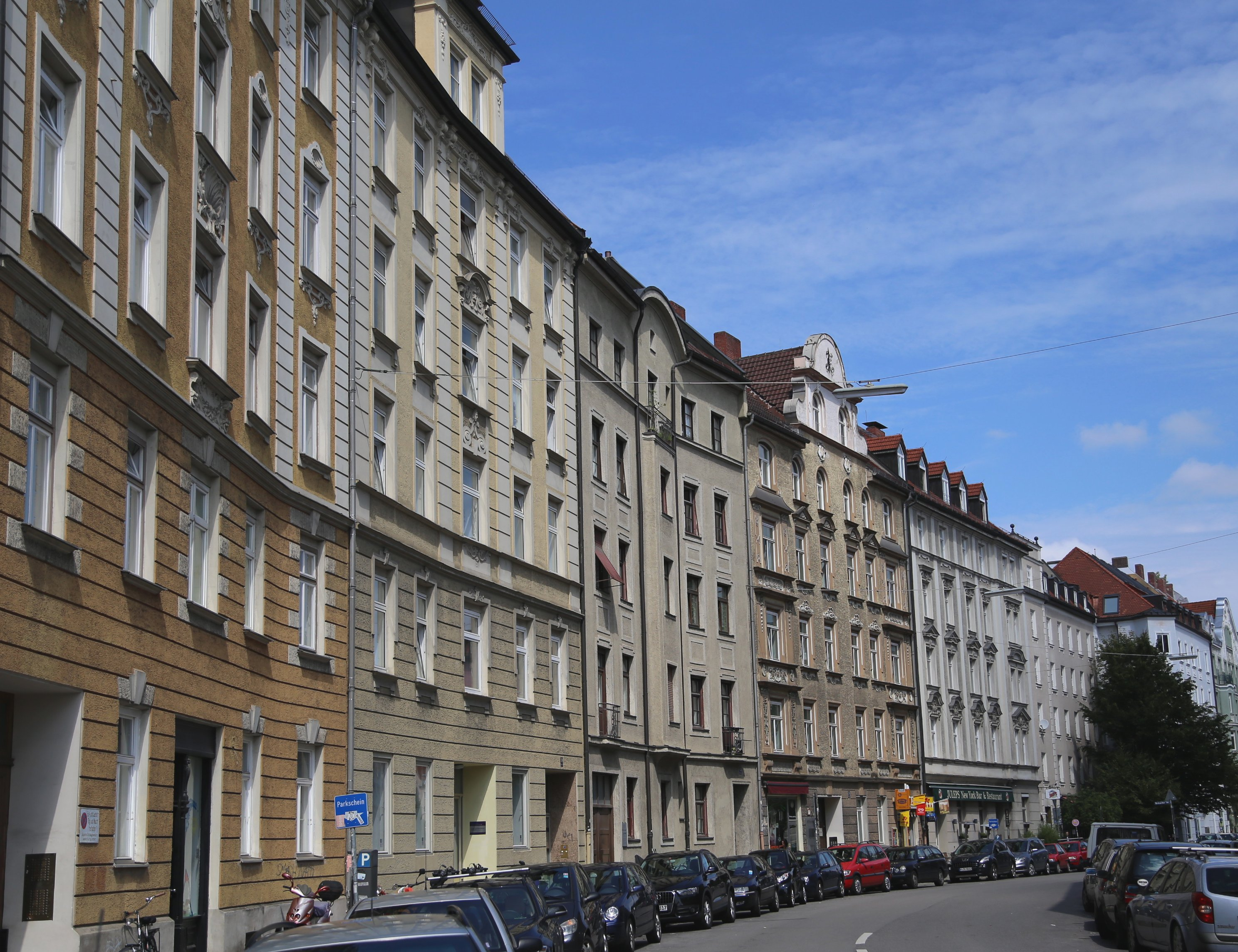
Elsässer Straße

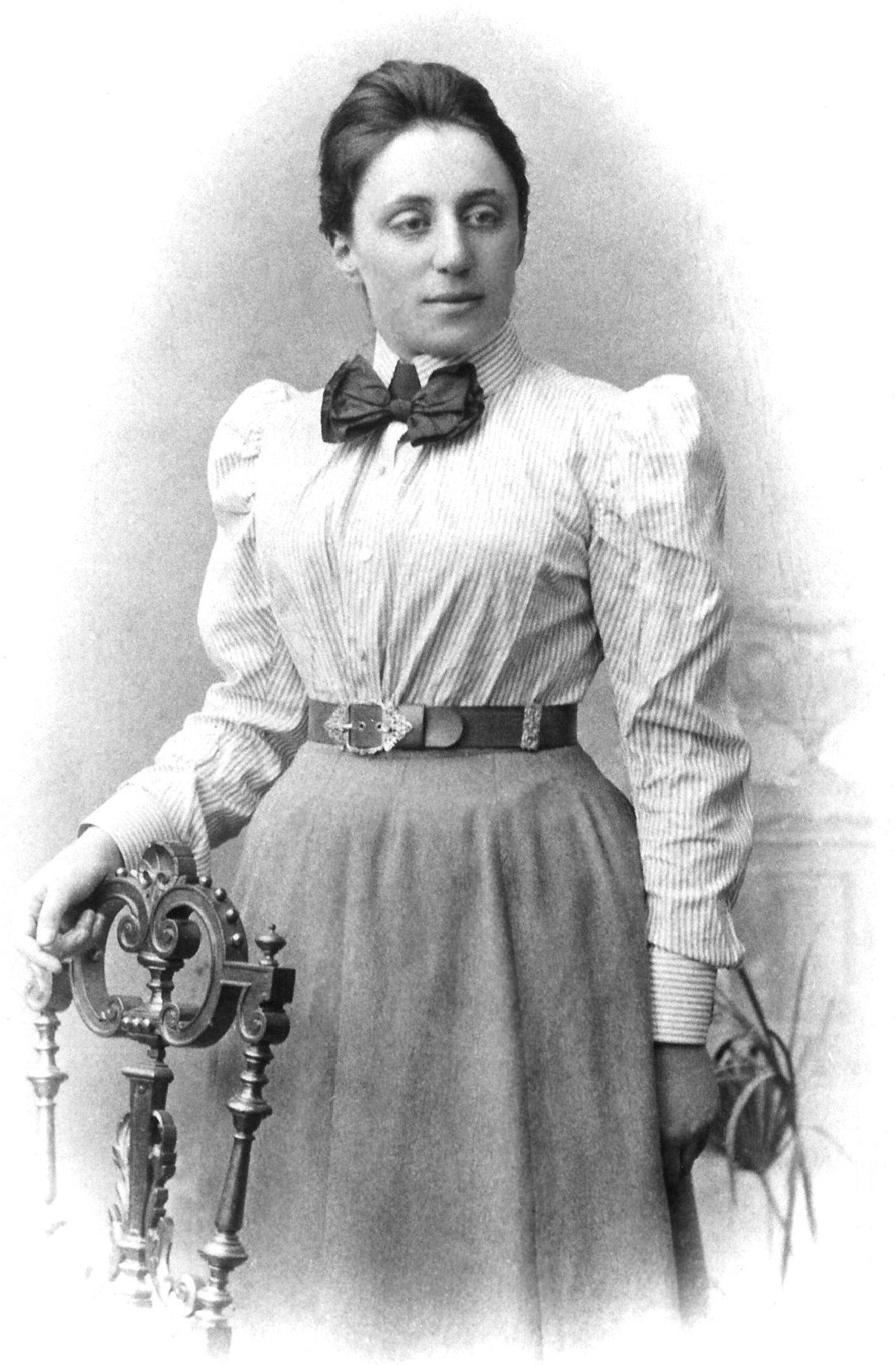
Emmy Noether

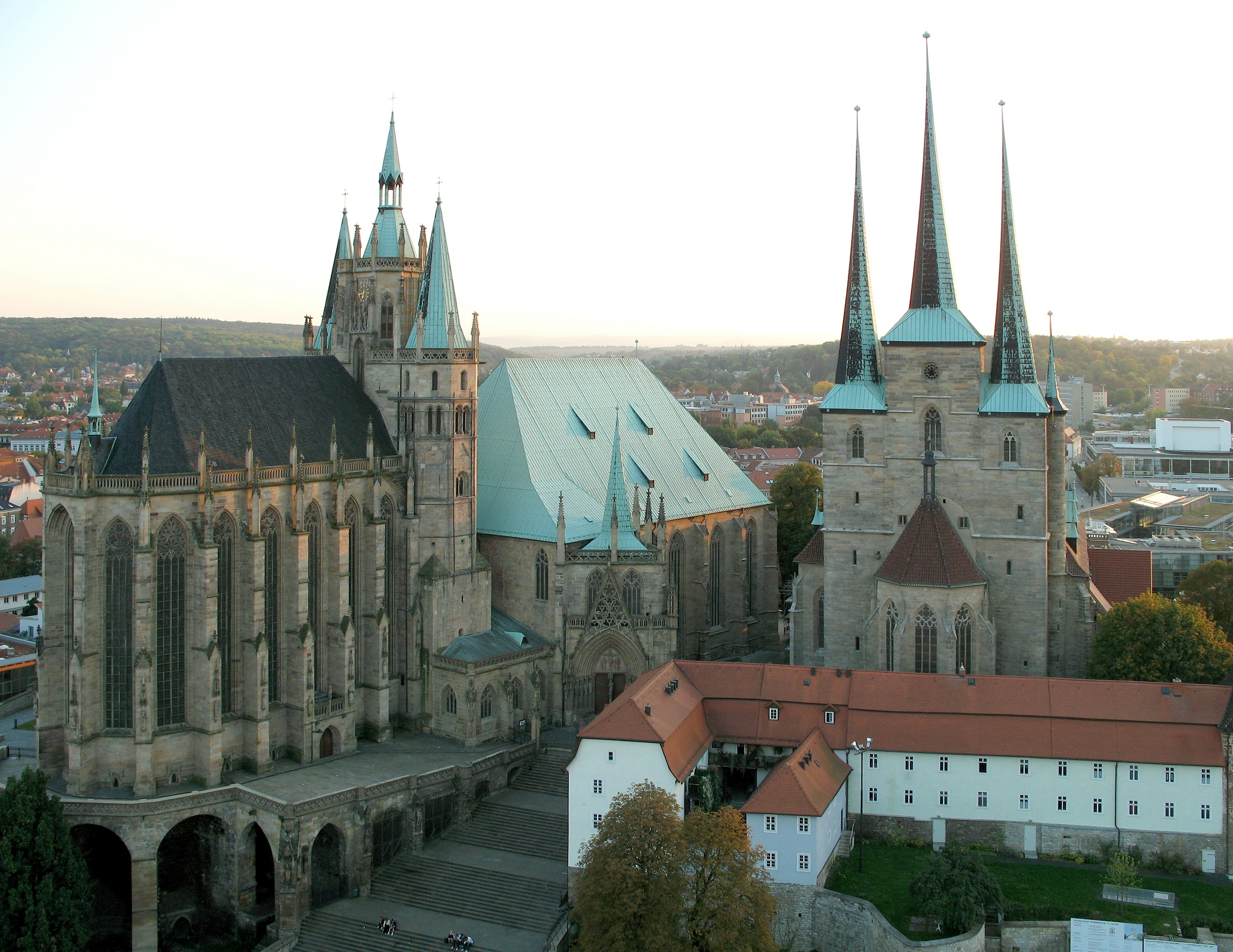
Erfurt

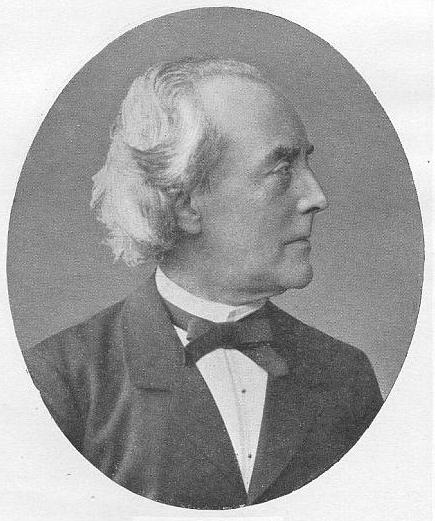
Ernst Curtius

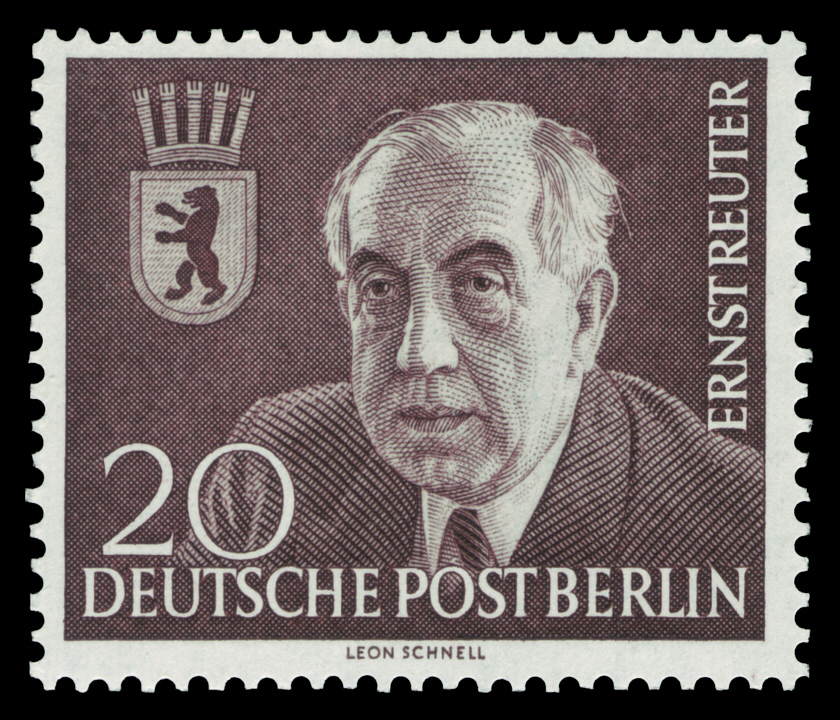
Ernst Reuter

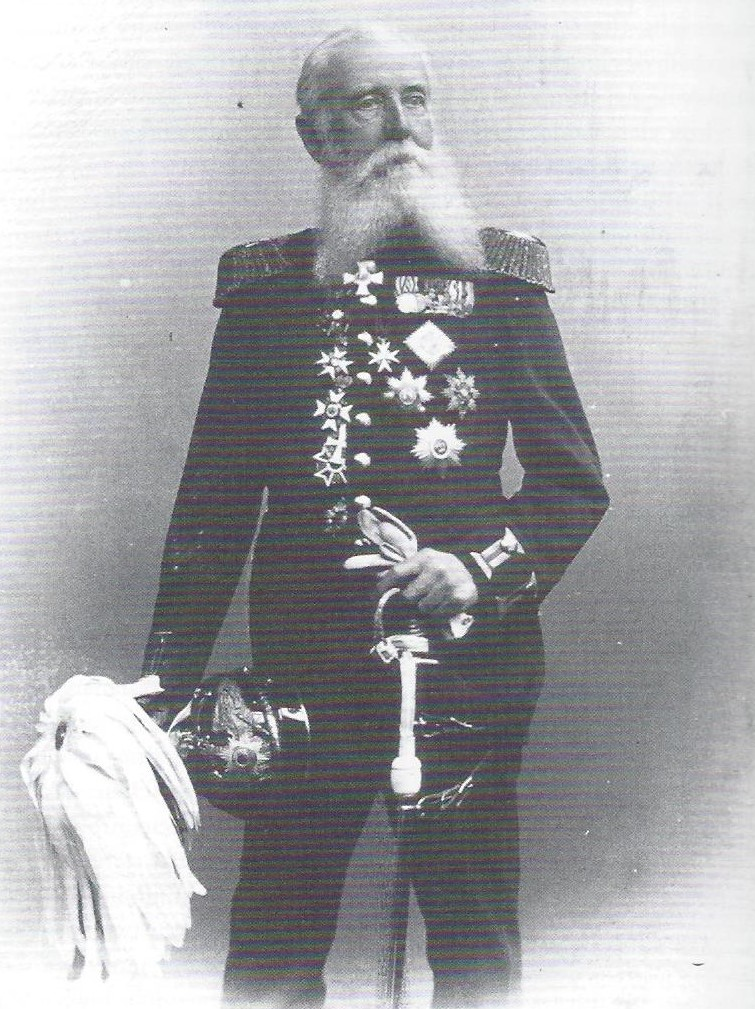
Friedrich von Esmarch

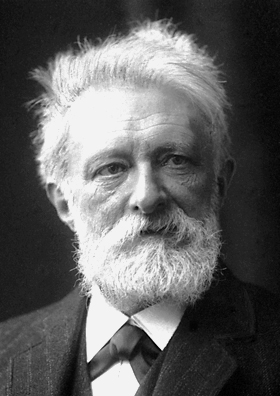
Rudolf Eucken

Die Liste Münchner Straßennamen listet Namen von Straßen und Plätzen der bayerischen Landeshauptstadt München auf und führt dabei auch die Bedeutungen und Umstände der Namensgebung an. Aktuell gültige Straßenbezeichnungen sind in Fettschrift angegeben, nach Umbenennung oder Überbauung nicht mehr gültige Bezeichnungen in Kursivschrift.
Aufgrund der großen Anzahl Münchner Straßennamen ist die Liste in alphabetisch sortierte Unterlisten aufgeteilt.
Ebenau,
(1904)
Ebenauerstraße,
(1904)→Ebenauer Straße
Ebenauer Straße, Neuhausen
(1900) Ebenau, ehemalige Einzelsiedlung, Teil der ehemaligen Gemeinde Nymphenburg
Ebenböckstraße, Pasing
(1932) Alois Ebenböck (1867–1936) Lebzelter, der den Platz für das Kriegerdenkmal in Pasing stiftete und sich auch sonst um die Gemeinde Pasing verdient gemacht hat.
Ebenhauserstraße,
(1918) 24. Stadtbezirk
Ebereschenstraße, Lerchenau
(1947) Eberesche, landläufig oft Vogelbeerbaum oder Vogelbeere benannt, eine Pflanzenart aus der Gattung der Mehlbeeren
Eberfinger Platz,
Eberhartstraße, Feldmoching
(1947) Eberhart, ein freier Bauer, der im 12. Jahrhundert in Feldmoching gelebt hat.
Eberlestraße, Solln
(1952) Adolf Eberle (1843–1914), Münchner Maler.
Ebermayerstraße, Mittersendling
(1937) Ernst Ebermayer (1829–1908), Professor für Meteorologie, Landwirtschaft und Agrikulturchemie
Ebernburgstraße, Großhadern
(1947) Ebernburg, Stadtteil von Bad Münster am Stein-Ebernburg in Rheinland-Pfalz mit der namensgebenden Burg Ebernburg
Ebersberger Straße, Bogenhausen
(1906) Ebersberg, Stadt und Landkreis in Oberbayern
Eberwurzstraße, Lerchenau
(1947) Eberwurz, dessen bekannteste Vertreter die Silber- und die Golddistel sind, eine geschützte Pflanze aus der Familie der Korbblütler
Ebracher Straße,  Neuaubing
(1959) Markt Ebrach bei Bamberg mit der ehemaligen Zisterzienserabtei
Echardinger Straße, Berg am Laim, Ramersdorf
(1913) Echarding, Ortsteil der ehemals selbständigen Gemeinde Berg am Laim
Echelsbacher Straße, Mittersendling
(1931) Echelsbach, Ortsteil von Bayersoien, mit der bekannten Echelsbacher Brücke über die Ammer
Echinger Straße, Alte Heide
(1920) Eching, Gemeinde im Landkreis Freising, in der Nähe des Münchner Flughafens
Echterstraße, Solln
(1945) Michael Echter (1812–1879). Münchner Maler. Zuvor hieß sie Kurt-Neubauer-Straße.
Eckartstraße,
(1918) 19. Stadtbezirk
Eckehartstraße, Moosach
(1925) Meister Eckhart (1260–1328), spätmittelalterlicher Theologe und Philosoph
Eckermannstraße, Laim
(1936) Johann Peter Eckermann (1792–1854), Schriftsteller und enger Vertrauter Johann Wolfgang von Goethes
Ecksteinstraße, Baumkirchen
(1933) Wolfgang Eckstein (1863–1922), Truderinger Bürger, Mitbegründer und Chronist des Männergesangvereins „Liederkranz Trudering“
Eddastraße, Nymphenburg
(1904) Edda, Sammlung altisländischer Literatur
Edelsbergstraße, Sendling-Westpark
(1982) Edelsberg, 1630 m hoher Berg in den Allgäuer Alpen
Edeltraudstraße, Waldtrudering
(1933) Edeltraud, weiblicher Vorname
Edelweißplatz, Obergiesing
(2007) Edelweiß, streng geschützte Alpenpflanze
Edelweißstraße, Obergiesing
(1900) siehe vorstehend
Edenkobener Weg, Freimann
(1975) Edenkoben, Stadt im Landkreis Südliche Weinstraße in Rheinland-Pfalz
Edinburghplatz, Messestadt Riem
(2004) Edinburgh, Hauptstadt Schottlands, Münchens erster Partnerstadt (1954)
Edisonstraße, Freimann
(1932) Thomas Alva Edison (1847–1931), amerikanischer Erfinder und Unternehmer, hauptsächlich auf dem Gebiet der Elektrizität und Elektrotechnik
Edith-Stein-Weg, Lerchenau
(1992) Edith Stein (1891–1942), Philosophin, Pädagogin. Sie wurde als Karmeliterin jüdischer Herkunft im KZ Auschwitz umgebracht.
Edlingerplatz, Au
(1890) Johann Georg Edlinger (1741–1819), österreichischer Maler, Hofmaler in München
Edlingerstraße, Au
(1890) siehe vorstehend
Edmund-Husserl-Straße, Obermenzing
(1983) Edmund Husserl (1859–1938), österreichisch-deutscher Philosoph und Mathematiker
Edmund-Rumpler-Straße, Freimann
(1990) Edmund Rumpler (1872–1940), österreichischer Flugzeug- und Automobilkonstrukteur, vor allem bekannt durch seine Rumpler Taube
Eduard-Fentsch-Weg, Obermenzing
(1958) Eduard Fentsch (1814–1877), Schriftsteller, Jurist und Ethnograph, gebürtig in München
Eduard-Schenk-Straße, Milbertshofen
(1910) Eduard von Schenk (1788–1841), bayerischer Staatsmann und Dichter
Eduard-Schleich-Weg, Englschalking
(1984) Eduard Schleich (1812–1874), deutscher Maler
Eduard-Schmid-Straße, Au
(1946) Eduard Schmid (1861–1933), 1. Bürgermeister von München
Eduard-Schwartz-Straße, Untermenzing
(1947) Eduard Schwartz (1858–1940), klassischer Philologe, ab 1919 Professor an der Universität München
Eduard-Spranger-Straße, Hasenbergl
(1966) Eduard Spranger (1882–1963), deutscher Philosoph, Pädagoge und Psychologe
Eduard-Stadler-Winkel, Sendling-Westpark
(1985) Eduard Stadler (1932–1984), katholischer Pfarrer von St. Philippus an der Westendstraße
Eduard-Thöny-Straße, Parkstadt Solln
(1964) Eduard Thöny (1866–1950), in München tätiger österreichischer Maler und Karikaturist
Eduard-Von-Perg-Straße,
umbenannt in Ellingerweg
Efeustraße, Blumenau
(1938) Efeu, immergrüne Kletterpflanze aus der Familie der Aralien
Effnerplatz, Herzogpark

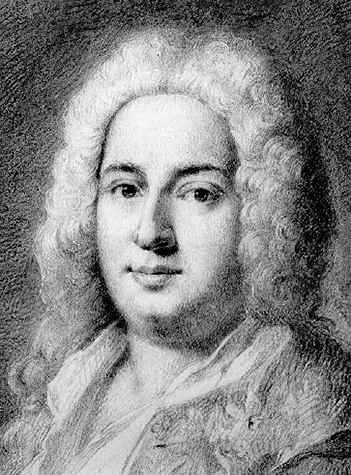
Josef Effner

(1931) [1] Joseph Effner (1687–1745), Münchner Baumeister und Gartenarchitekt  und [2] Carl Joseph von Effner (1831–1884), Hofgärtendirektor und Schöpfer der Gartenanlagen um die Schlösser des bayerischen Königs Ludwig II.
Effnerstraße, Bogenhausen
(1908) siehe vorstehend
Egenbergerweg, Neuperlach
(1986) Rupert Egenberger (1877–1959), Heilpädagoge, Schulreformer
Egenhoferstraße, Pasing
(1955) Pasinger Familienname
Egerlandstraße, Am Hart
(1934) Egerland, die Region um die westböhmische Stadt Eger, heute Cheb
Egetterstraße, Laim
(1901) Georg Egetter, Lebzelter, einer der 42 Geiseln der Stadt München für den schwedischen König Gustav II. Adolf, um diese vor Brandschatzung und Plünderung zu bewahren
Eggartenstraße, Moosach
(1921) Egart, eine aus dem Althochdeutschen stammende Bezeichnung für ein Grundstück, das abwechselnd als Grünland und Acker verwendet wurde
Eggenfeldener Straße, Englschalking
(1962) Eggenfelden, Stadt im niederbayerischen Landkreis Rottal-Inn
Eggernstraße, Haidhausen
(1856) alter Flurname
Eggmühler Straße, Moosach
(1913) Eggmühl, heute Ortsteil der Gemeinde Schierling (Oberpfalz), wo 1809 die Schlacht bei Eggmühl stattfand, in der Napoleon Bonaparte die österreichische Armee besiegte
Eggmühlstraße,
(1918)
Eginhardstraße,
(1918)
Eglofstraße, Obermenzing
(1956) Eglolfus, ein Menzinger freier Bürger, übereignet ca. 1155–1157 ein Grundstück
Egmatinger Weg, Ramersdorf
(1971) Egmating, Gemeinde im Landkreis Ebersberg
Egmontstraße, Schwabing-West
(1934) Lamoral von Egmond (1522–1568), Fürst von Gavre, wurde in Brüssel von den Spaniern als Rebell hingerichtet. Ihm widmete Goethe das Trauerspiel „Egmont“ und Ludwig van Beethoven die Egmont-Ouvertüre
Ehlersstraße, Neuharlaching
(1955) Hermann Ehlers (1904–1954), CDU-Politiker, ab 1950 Präsident des Deutschen Bundestages
Ehrenbreitsteiner Straße, Moosach
(1969) Festung Ehrenbreitstein bei Koblenz, 1801 von französischen Truppen gesprengt und zwischen 1817 und 1828 als Zitadelle neu errichtet
Ehrenbürgstraße, Aubing
(1947) Ehrenbürg 532 m hoher Zeugenberg im oberfränkischen Landkreis Forchheim
Ehrenfelsstraße, Hadern
(1947) Burg Ehrenfels, Burgruine bei Rüdesheim am Rhein
Ehrengutstraße, Isarvorstadt
(1894) Anton Ehrengut (1840–1890), Zimmermann und Bauunternehmer, Stifter zur Förderung der Kunst in München
Ehrenpreisstraße, Blumenau
(1938) Ehrenpreis, eine Pflanzengattung  aus der Familie der Wegerichgewächse
Ehrwalder Straße, Sendling-Westpark
(1927) Ehrwald, Gemeinde im Tiroler Bezirk Reutte
Eibengrund, Großhadern
(1964) Eiben, eine Pflanzengattung
Eibenstockstraße, Berg am Laim
(1934) Eibenstock, Berg bei Reit im Winkl in den Chiemgauer Alpen
Eibseestraße, Sendling-Westpark
(1904) Eibsee, See in der Gemeinde Grainau, unweit der Zugspitze
Eichelhäherstraße, Lochhausen
(1947) Eichelhäher, Singvogel aus der Familie der Rabenvögel
Eichenauer Straße, Aubing
(1947) Eichenau, Gemeinde im Landkreis Fürstenfeldbruck
Eichendorffplatz, Sendling-Westpark
(1923) Joseph von Eichendorff (1788–1857), Lyriker und Schriftsteller
Eichendorffstraße, Sendling-Westpark
(1923) siehe vorstehend
Eichenstraße, Neuhadern
(1938) Eichen, Baumgattung
Eichenstraße, Solln
(1947) umbenannt in Gasparistraße.
Eichenweg, Allach
(1947) nach dem Eichenbestand in der Angerlohe
Eichhornstraße, Großhadern
(1938) Friedrich Eichhorn (1779–1856), gebürtig in Wertheim am Main, preußischer Staatsmann und Kultusminister
Eichstätter Straße, Sendling-Westpark
(1925) Eichstätt, Große Kreisstadt, Universitätsstadt und Bischofssitz
Eichthalstraße, Neuharlaching
(1945) Aron Elias Seligmann (1747–1824), jüdischer Kaufmann, wurde 1814 geadelt und nannte sich fortan Freiherr von Eichthal
Eifelstraße, Englschalking
(1932) Eifel, Mittelgebirge an der Grenze zu Luxemburg und Belgien
Eigenhausstraße, Berg am Laim
(1921) Wohnbaugenossenschaft „Eigenhaus und Garten“
Eigerstraße, Gartenstadt Trudering
(1933) Eiger, 3967 m hoher Schweizer Berg in den Berner Alpen
Einhornallee, Sendling-Westpark
(1962) Einhorn, ein schon in der Antike erwähntes Sagentier mit einem Horn auf der Stirnmitte
Eininger Straße, Moosach
(1913) Eining, Ortsteil der Stadt Neustadt an der Donau im Landkreis Kelheim
Einlass am, Altstadt
(1829) benannt nach dem Einlasstor in der Münchner Stadtbefestigung
(1904)
Einschütt,
(1835)
Einseleweg, Sendling-Westpark
(1958) August Max Einsele (1803–1870), bayerischer Arzt und Botaniker

Einserplatz
ehemaliger Exerzierplatz westlich des Marsplatzes
Einsteinstraße, Haidhausen
(1955) Albert Einstein (1879–1955), theoretischer Physiker, sowie dessen Vetter Alfred Einstein (1880–1952), Musikforscher und -kritiker
Eintrachtstraße, Obergiesing
(1904)
Eisbachstraße,
(1904)
(1918)
Eisenacher Straße, Schwabing
(1925) Eisenach, Stadt in Thüringen
Eisenhartstraße, Obermenzing
(1947) Louise von Eisenhart, geb. von Kobell (1827–1901), deutsche Schriftstellerin
Eisenhutstraße, Blumenau
(1947) Eisenhut, eine hochgiftige Pflanzengattung aus der Familie der Hahnenfußgewächse
Eisenmannsgasse,
(1835)
Eisenmannstraße, Altstadt
(nach 1562, vor 1626) alte Münchner Brauerfamilie
Eisenmannsstraße, Altstadt
(1876)→Eisenmannstraße
Eisensteinstraße, Bogenhausen
(1910) Bayerisch Eisenstein, Gemeinde und Luftkurort an der Grenze zu Tschechien im Landkreis Regen
Eisenwerkstraße,
(1904)Beginnt bei der Steinerstraße und führt zum Forstenriederfeldweg
Eisgruberstraße, Kirchtrudering
(1933) Johann Baptist Eisgruber (1848–1890), Truderinger Pfarrherr
Eishüttenweg, Feldmoching
(1976) Geräteschuppen, in dem Werkzeuge zum Eisräumen gelagert waren
Eislebener Weg, Moosach
(1989) Eisleben, Stadt in Sachsen-Anhalt, Geburts- und Sterbeort Martin Luthers
Eisnergutbogen, Neuhausen
(2007) Hausname eines Bauernhofs, der bis 1922 an der Ecke Winthirstraße / Lachnerstraße stand
Eisnerweg,
(1904)21.er Bezirk
Eisolzrieder Straße, Allach
(1959) Eisolzried, bis 1978 selbstständige Gemeinde, heute Ortsteil der Gemeinde Bergkirchen im Landkreis Dachau
Eisvogelweg, Waldtrudering
(1959) Eisvogel, ein vielfarbener Zugvogel
Elbacher Straße, Ramersdorf
(1931) Elbach, Ortsteil von Fischbachau im Landkreis Miesbach
Elbestraße, Englschalking
(1932) Elbe 1094 km langer Fluss, entspringt in Tschechien, passiert Dresden und Hamburg, mündet in die Nordsee
Elbinger Straße, Englschalking
(1931) Elbląg polnische, vormals deutsche Stadt im Gebiet Ermland-Masuren
Elektrastraße, Bogenhausen
(1964) Elektra, Tochter des Troja-Helden Agamemnon, Titelfigur eine Oper von Richard Strauss
Eleonore-Romberg-Straße, Obersendling
(2017) Eleonore Romberg (1923–2004), Soziologin, Aktivistin der Friedensbewegung
Elfenstraße, Waldperlach
(1937) Elfen, germanische Märchenwesen
Elfriedenstraße, Waldtrudering
(1936) Elfriede, weiblicher Vorname
Elias-Holl-Platz,
Elilandstraße, Untergiesing
(1914) Eliland († nach 808), Mitgründer und dritter Abt von Kloster Benediktbeuern
Elisabeth-Baerlein-Straße, Riem
(2013) Elisabeth Baerlein (1917–1944), Musikerin, im Konzentrationslager Auschwitz ermordet
Elisabeth-Bergner-Straße, Berg am Laim
(2016) Elisabeth Bergner (1897–1986), Schauspielerin, Regisseurin
Elisabeth-Castonier-Platz, Riem
(2017) Elisabeth Castonier (1894–1975) deutsche Schriftstellerin
Elisabeth-Dane-Straße, Riem
(1998) Elisabeth Dane (1903–1984), habilitierte Chemikerin, engste Mitarbeiterin des Nobelpreisträgers Heinrich Wieland
Elisabeth-Jost-Straße, Aubing
(1983) Elisabeth Jost (1905–1974), Münchner Bürgerin, die ihr Vermögen der Bayerischen Krebsgesellschaft stiftete
Elisabeth-Kohn-Straße, Schwabing-West
(2004) Elisabeth Kohn (1902–1941), deutsch-jüdische Rechtsanwältin, 1941 deportiert und ermordet
Elisabeth-Mann-Borgese-Straße, Messestadt Riem
(2004) Elisabeth Mann Borgese (1918–2002), Meeresrechtlerin, Ökologin, Gründungsmitglied des Club of Rome
Elisabeth-Selbert-Straße, Freimann
(1996) Elisabeth Selbert (1896–1986), Politikerin und Juristin
Elisabeth-zu-Guttenberg-Straße, Alt-Riem
(2004) Elisabeth Freifrau von und zu Guttenberg (1900–1998), Verbraucherschützerin sowie Gründerin und Vorsitzende mehrerer sozial-karitativer Einrichtungen und Organisationen
Elisabethplatz, Schwabing-West
(1898) Elisabeth (1837–1898), besser bekannt unter dem Namen Sisi, Kaiserin von Österreich und Gemahlin des österreichischen Kaisers Franz-Joseph I.
Elisabethstraße, Schwabing-West
(1899) siehe vorstehend
Elisabeth-Stoeber-Straße, Hadern
(2018) Elisabeth Stoeber (1909–2007), Ärztin, Begründerin der deutschen Kinderrheumatologie
Elisabeth-Winterhalter-Weg, Hadern
(2018) Elisabeth Winterhalter (1856–1952), erste deutsche Chirurgin
Elise-Aulinger-Straße, Neuperlach
(1981) Elise Aulinger (1881–1965), Münchner Volksschauspielerin, bekannt durch ihre Rolle als „Ratschkathl“
Elisenstraße, Maxvorstadt
(1808) Elisabeth Ludovika, Prinzessin von Bayern (1801–1873), Königin von Preußen
Ellen-Ammann-Weg, Blumenau
(1957) Ellen Ammann (1870–1932), schwedisch-deutsche Frauenrechtlerin und Politikerin
Ella-Lingens-Platz, Obergiesing
(2016) Ella Lingens (1908–2002), Juristin und Ärztin
Ellingerweg, Berg am Laim
(1956) Ellinger (*um 978 † 1056), Abt des Klosters Tegernsee, 1236 seliggesprochen
Ellis-Kaut-Straße, Freiham
(2017) Ellis Kaut (1920–2015), Kinderbuchautorin
Elly-Ney-Weg, Obermenzing
(1994) Elly Ney (1882–1968), deutsche Pianistin
Elly-Staegmeyr-Straße, Allach
(1997) Elly Staegmeyr (1900–1984), Wirtschafts-Journalistin, leitete das Ressort Wirtschaft der Süddeutschen Zeitung
Elmauer Straße, Sendling-Westpark
(1925) Schloss Elmau im Landkreis Garmisch-Partenkirchen
Elritzenstraße, Trudering
(1957) Elritze, ein Kleinfisch aus der Familie der Karpfenfische
Elsässer Straße, Haidhausen
(1897) Elsass, im deutsch-französischen Krieg 1870/71 gewonnen, 1919 wieder an Frankreich zurückgefallen
Elsaßstraße, Haidhausen
(1876)
Elsastraße, Gartenstadt Bogenhausen-Priel
(1933) Elsa von Brabant, Braut des Schwanenritters Lohengrin. Figur aus der Oper „Lohengrin“ von Richard Wagner
Else-Lasker-Schüler-Straße, Oberföhring
(2012) Else Lasker-Schüler (1869–1945), deutsch-jüdische Dichterin und Zeichnerin
Elsenheimerstraße, Laim
(1902) Elsenheimer, aus deren Familie viele Mitglieder wichtige Funktionen in München wahrnahmen
Else-Rosenfeld-Straße, Berg am Laim
(1997)  Else Rosenfeld, die sich im nahe gelegenen jüdischen Sammellager Berg am Laim um Gefangene kümmerte und nach dem Krieg in der Gefangenen- und Entlassenenfürsorge tätig war.
Elsterweg, Am Hart
(1936) Elster, Vogel aus der Familie der Raben
El-Thouni-Weg, Olympiapark
(1971) Khadr El Thouni (1915–1956), ägyptischer Gewichtheber, Sieger in der Mittelklasse bei den Olympischen Spielen 1936 in Berlin
Elvirastraße, Neuhausen
(1891)  Elvira Alexandra Prinzessin von Bayern (1868–1943), verheiratete Gräfin von Wrbna-Kaunitz etc.
Emanuelstraße, Schwabing-West
(vor 1891) Max Emanuel in Bayern (1849–1893), bayerischer Generalleutnant, Mitglied des Reichsrats
Emdenstraße, Ramersdorf
(1931) Emden, Stadt in Ostfriesland
Emeran St,
(1918) 29.er Stadtbezirk
Emeranstraße,
(1904)
(1918) 17.er und 18.er Stadtbezirk
Emersonstraße, Fasangarten
(1954) Ralph Waldo Emerson (1803–1882), US-amerikanischer Dichter, Philosoph und Philanthrop
Emil-Dittler-Straße, Solln
(1947) Emil Dittler (1868–1902), Bildhauer, der in Solln wohnte. Davor hieß sie Dittler-Straße.
Emil-Geis-Straße, Thalkirchen
(1900) Emil Geis (1840–1903), Bezirksoberamtmann und Landrat von 1896 bis 1904
Emil-Muhler-Torweg, Ludwigsvorstadt-Isarvorstadt
(1969) Emil Muhler (1892–1963), Pfarrer in der nahe gelegenen katholischen Kirche St. Andreas und Widerstandskämpfer gegen den Nationalsozialismus
Emil-Neuburger-Straße, Pasing
(2009) Emil Neuburger (1870–1938). Sozialdemokrat, wurde von 1909 bis 1919 in politische Gremien der damals noch selbständigen Stadt Pasing gewählt. Er setzte sich für die Arbeiterschaft und sozial Schwache ein.
Emil-Nolde-Straße, Gartenstadt Trudering
(1970) Emil Nolde (1867–1956), deutscher Maler des Expressionismus
Emil-Riedel-Straße, Lehel
(1907) Emil von Riedel (1832–1906), bayerischer Staatsminister der Finanzen, seit 1902 Ehrenbürger von München
Emilie-Mauerer-Straße, Freiham
(2017) Emilie Mauerer (1863–1924) Politikerin und Abgeordnete im Bayerischen Landtag
Emin-Pascha-Straße, Englschalking
(1957) Eduard Schnitzer (1840–1892), der den muslimischen Namen Mehmed Emin Pascha annahm und ein bekannter Afrikaforscher und Verwalter der sudanesischen Provinz Äquatoria war
Emma-Ihrer-Straße, Neuhausen
(1989) Emma Ihrer (1857–1911), deutsche Politikerin, Frauenrechtlerin und Gewerkschafterin
Emmastraße, Waldtrudering
(1933) Emma, weiblicher Vorname
Emmerigweg, Freimann
(1966) Viktor Emmerig (1883–1951), Heimatforscher, Rektor an der Pestalozzi-Schule in Freimann
Emmeringer Straße, Aubing
(1947) Emmering, Gemeinde im Landkreis Fürstenfeldbruck
Emmy-Noether-Straße, Moosach
(2001) Emmy Noether (1882–1935), sehr bedeutende Mathematikerin, 1933 in die USA emigriert
Emplstraße, Trudering
(1933) Andreas Empl (1866–1914), Truderinger Gemeinderat
Endelhauserstraße, Laim
(1922) Johann Endelhauser, Münchner Stadtrichter im 15. Jahrhundert
Endeweg, Pasing
(1947) Louis Ende (1840–1900),  Baumeister, der die Waldkolonie Pasing entwickelte
Endorfer Straße, Ramersdorf
(1962) Bad Endorf, Marktgemeinde im  Landkreis Rosenheim
Engadiner Straße, Fürstenried
(1960) Engadin, Hochtal im schweizerischen Kanton Graubünden
Engasserbogen, Neuhausen
(2007) Hausname eines Bauernhofs, der an der Stelle der jetzigen Winthirschule an der Renatastraße lag
Engelbertstraße, Pasing
(1938) Engelbert Wörnzhofer (1824–1906), Prälat, Pasinger Ehrenbürger
Engelhardstraße, Sendling
(1959) Sebastian Engelhard (auch: Engelhardt), Hofkoch in München, spielte eine bedeutende Rolle beim Aufstand von 1705 gegen die österreichische Besatzung
Engelhardtstraße,
(1904)geht von der Marbach-zur Passauerstraße
(1918) 19. Stadtbezirk
Engelstraße, Solln
(1954) Johann Friedrich Engel (1844–1921), Münchner Maler
Englburgstraße, Altaubing
(2012) Englburg, Burg in der Gemeinde Tittling im Bayerischen Wald
Englischer Garten, Lehel/Schwabing
(1803) Englischer Garten, 1789 gegründeter 375 Hektar großer Park im Stadtteil Schwabing
Englmannstraße, Berg am Laim
(1925) Lorenz Englmann (1821–1881), Direktor am Ludwigsgymnasium in München, Verfasser von Grammatik- und Rechtschreibbüchern
Englschalkinger Straße, Englschalking
(1897) Englschalking, Münchner Stadtteil im Stadtbezirk Bogenhausen
Englschalkingerweg,
siehe vorstehend
Enhuberstraße, Maxvorstadt
(1877) Karl von Enhuber (1811–1867), Maler
Ennemoserstraße, Englschalking
(1938) Joseph Ennemoser (1787–1854), Südtiroler Arzt und medizinisch-philosophischer Schriftsteller, Leutnant im Lützowschen Freikorps 1813 in dessen Kampf gegen Napoleon
Ennslandstraße, Pasing
(1956) Enns, Nebenfluss der Donau in Österreich
Entenbachstraße, Au
(1857) Entenbach, kleines Gewässer in der Au
Enterstraße, Allach
(1960) Ernst Enter (1840–1893), 1863 Gründer eines Fahrradclubs
Enzenspergerstraße, Obere Au
(1914) Josef Enzensperger (1873–1903), erster Wetterwart auf der Zugspitze
Enzianstraße, Blumenau
(1947) Enziane, Pflanzengattung, vorwiegend in Gebirgsgegenden heimisch
Erasmusstraße, Waldperlach
(1931) Erasmus von Rotterdam (• um 1466 † 1536), Theologe, bedeutender Gelehrter des Renaissance-Humanismus
Erchanbertstraße, Daglfing
(1980) Erchanbert († 854), Bischof von Freising
Erdinger Straße, Alt-Riem
(1937) Erding, oberbayerische Kreisstadt
Erdmannsdörferstraße, Obermenzing
(1947) Max Erdmannsdörfer (1848–1905), Dirigent und Komponist, Hofkapellmeister am Münchner Hoftheater
Erfurter Straße, Moosach
(1986) Erfurt, Landeshauptstadt des Freistaates Thüringen
Erhard-Auer-Straße, Neuhausen
(1947) Erhard Auer (1874–1945), bayerischer SPD-Politiker, von den Nationalsozialisten im KZ Dachau inhaftiert, auf einem anschließenden Krankentransport gestorben
Erhardtstraße, Isarvorstadt
(1890) Alois von Erhardt (1831–1888), bayerischer Politiker, Erster Bürgermeister von München
Erich-Giese-Straße, Alt-Riem
(1937) Erich Giese (1887–1917), Kapitänleutnant, deutscher Marineoffizier in der Kaiserlichen Marine
Erich-Kästner-Straße, Schwabing-West
(1977) Erich Kästner (1899–1974), deutscher Schriftsteller, Publizist
Erich-Kaiser-Weg, Am Hart
(1977) Erich Kaiser (1871–1934), Geologe, Hochschullehrer an der Universität München
Erich-Mühsam-Platz, Schwabing
(1989) Erich Mühsam (1878–1934), Anarchist, Publizist und Autor, war an der Ausrufung der Münchner Räterepublik beteiligt, im KZ Oranienburg ermordet
Eric-Voegelin-Weg, Neuperlach
(1986) Eric Voegelin (1901–1985), deutsch-US-amerikanischer Politologe und Philosoph
Erika-Cremer-Straße, Riem
(1999) Erika Cremer (1900–1996), in München gebürtige Wissenschaftlerin, Physikochemikerin, Professorin an der Universität Innsbruck
Erika-Fuchs-Weg, Feldmoching-Hasenbergl
(2021) Erika Fuchs (1906–2005), Übersetzerin
Erika-Köth-Straße, Berg am Laim
(2016) Erika Köth (1925–1989), Sopranistin an der Bayerischen Staatsoper
Erika-Mann-Straße, Maxvorstadt
(2004) Erika Mann (1905–1969), Tochter von Thomas Mann, Schauspielerin, Kabarettistin, Schriftstellerin
Erikastraße, Freimann
(1932) Erika Pflanzengattung aus der Familie der  Heidekrautgewächse
Erikastraße, Solln
1947 umbenannt in Rugendasstraße.
Eringerstraße, Laim
(1953) Josef Georg Eringer (1873–1931), Volksschauspieler an der Münchner Platzl-Bühne
Erkweg, Englschalking
(1963) Ludwig Erk (1807–1883), deutscher Musiklehrer und Komponist
Erlbachstraße, Lochhausen
(1942) Erlbach, Bach in Lochhausen
Erlbachwiesenweg, Lochhausen
(1952) Wiesen entlang des Erlbachs
Erlenplatz, Feldmoching
(1906) Erlen, Pflanzengattung aus der Familie der Birkengewächse
Erlenstraße,
(1918) 18. Stadtbezirk
Erlkönigstraße, Waldperlach
(1930) Erlkönig, eine berühmte Ballade von Johann Wolfgang von Goethe
Erminoldstraße, Ramersdorf
(1957) Erminoldmeister, namentlich unbekannter mittelalterlicher Bildhauer
Ermlandstraße, Englschalking
(1996) Ermland Landschaft in Ostpreußen, seit 1945 polnisch
Ernastraße, Waldtrudering
(1933) Erna, weiblicher Vorname
Erna-Eckstein-Straße, Neupasing
(2018) Erna Eckstein (1890–1949), Lehrerin an der Grotheschule in Pasing
Erni-Singerl-Straße, Lochhausen
(2007) Erni Singerl (1921–2005), bayerische Volksschauspielerin
Ernsbergerstraße, Pasing
(1959) Karl Ernsberger (1868–1949), Pasinger Oberlehrer und Heimatforscher
Ernst-Bloch-Straße, Obermenzing
(1983) Ernst Bloch (1885–1977), deutschjüdischer Philosoph des Neomarxismus; lebte in der Zeit des Nationalsozialismus im Exil, danach bis 1957 in der Deutschen Demokratischen Republik, ehe er nach Westdeutschland übersiedelte und in Tübingen eine Professur annahm.
Ernst-Buchner-Weg, Obermenzing
(1964) Ernst Buchner (1892–1962), Kunsthistoriker und Museumsdirektor
Ernst-Curtius-Weg, Olympiapark
(1971) Ernst Curtius (1814–1896), deutscher Althistoriker und Archäologe, leitete zwischen 1875 und 1881 die ersten Ausgrabungen in Olympia
Ernst-Haeckel-Straße, Allach
(1947) Ernst Haeckel (1834–1919), Zoologe, Mediziner und Philosoph
Ernst-Henle-Straße, Neuhausen
(1956) Ernst Henle (1878–1938), städtischer Baudirektor in München, aufgrund seiner jüdischen Abstammung von den Nationalsozialisten in den Suizid getrieben
Ernst-Hochholzer-Straße, Gartenstadt Trudering
(2006) Ernst Hochholzer (1911–1998), Schreiner und Postsekretär. In München gilt er als der „Vater der Waldreinigung“, einer Aktion, die bis heute jährlich von Freiwilligen in Münchner Wäldern durchgeführt wird.
Ernst-Kuhn-Straße, Allach-Untermenzing
(1947) Ernst Kuhn (1846–1920), Indologe und Indogermanist, Professor an den Universitäten Heidelberg und München
Ernst-Penzoldt-Weg, Alte Heide-Hirschau
(1967) Ernst Penzoldt (1892–1955), unter dem Pseudonym „Fritz Fliege“ deutscher Schriftsteller, sowie Bildhauer, Maler und Karikaturist
Ernstplatz,
(1904)
(1918) 19. Stadtbezirk
Ernst-Platz-Straße, Moosach
(1947) Ernst Platz (1867–1940), deutscher Maler, Illustrator und Alpinist
Ernst-Reuter-Straße, Haidhausen
(1954) Ernst Reuter (1889–1953), deutscher Politiker, Berliner Oberbürgermeister ab 1948
Ernst-Schneider-Weg, Am Hart
(1996) Ernst Schneider (1900–1977), Unternehmer, der seine Porzellansammlung dem Bayerischen Staat vermachte
Ernst-Toller-Platz, Münchner Freiheit
(1996) Ernst Toller (1893–1939), Schriftsteller, Politiker und Revolutionär
Ernst-von-Beling-Straße, Untermenzing
(1947) Ernst von Beling (1866–1932), deutscher Strafrechtswissenschaftler
Ernst-von-Romberg-Straße, Untermenzing
(1947) Ernst von Romberg (1865–1933), deutscher Internist und Geheimer Medizinalrat, Professor an den Universitäten Marburg, Tübingen und München
Ertelhofweg, Lochhausen
(1966) Ertlhof, Bauernanwesen in Lochhausen
Ertelstraße, Allach
(1947) Traugott Leberecht von Ertel (1778–1858), Leiter des Reichenbach’schen mathematisch-mechanischen Instituts in München
Erwin-Hielscher-Straße, Freiham
(2006) Erwin Hielscher (1898–1971), Bankfachmann und Stadtkämmerer
Erwin-Planck-Weg, Münchner Freiheit
(1981) Erwin Planck (1893–1945), deutscher Politiker und Widerstandskämpfer gegen den Nationalsozialismus, wegen Beteiligung am Attentat des 20. Juli 1944 in Berlin-Plötzensee hingerichtet
Erwin-Schleich-Straße, Allach-Untermenzing
(2017) Erwin Schleich (1925–1992), deutscher Architekt, Denkmalpfleger und Architekturhistoriker
Erwin-von-Kreibig-Straße, Schwabing
(1988) Erwin von Kreibig (1904–1961), deutscher Maler, Zeichner und Grafiker
Erwin-von-Steinbach-Weg, Am Hart
(1939) Erwin von Steinbach (* um 1244; † 1318), Steinmetz und Baumeister des Straßburger Münsters
Erzgießereistraße, Maxvorstadt
(1840) bis 1931 dort gelegene Erzgießerei, in der u. a. die Bavaria-Statue gegossen wurde
Eschenbachstraße, Obergiesing
(1910) Wolfram von Eschenbach (*um 1160–circa 1220), deutschsprachiger Dichter und Minnesänger
Eschenloher Straße, Sendling-Westpark
(1935) Eschenlohe, Gemeinde im Landkreis Garmisch-Partenkirchen
Eschenrieder Straße, Lochhausen
(1942) Eschenried, Ortschaft der Gemeinde Bergkirchen im Landkreis Dachau
Eschenstraße, Neuharlaching
(1929) Eschen, Pflanzengattung aus der Familie der Ölbaumgewächse
Esebeckstraße, Neuhausen
(1900) Georg von Esebeck (1753–1823), königlich-bayerischer Oberst der Garde zu Fuß
Eslarner Straße, Obergiesing
(1955) Eslarn, Marktgemeinde im Oberpfälzer Landkreis Neustadt an der Waldnaab
Esmarchstraße, Allach
(1945) Friedrich von Esmarch (1823–1908), deutscher Chirurg und Begründer des zivilen Samariterwesens in Deutschland
Espenstraße, Lerchenau
(1947) Espe oder Zitterpappel, Pflanzenart
Esperantoplatz, Ludwigsvorstadt
(1951) Esperanto, die bedeutendste Plansprache, 1887 von dem polnischen Arzt Ludwik Lejzer Zamenhof entwickelt
Esswurmstraße, Sendling
(1978) Esswurm war der Name eines seit 1374 in München nachweisbaren Kaufmanns- und Patriziergeschlechts
Esterbergstraße, Sendling-Westpark
(1927) Esterbergalm bei Garmisch-Partenkirchen
Estinger Straße, Aubing
(1947), Ortsteil der Stadt Olching im Landkreis Fürstenfeldbruck
Etienneplatz,
(1904) lag zwischen der Reindl-,Inderstorfer- und Etiennestraße
Etiennestraße,
(1904)
Etschweg, Schwabing
(1935) Etsch, Fluss in Südtirol, entspringt am Reschenpass, mündet als Adige in der Adria
Ettalstraße, Sendling-Westpark
(1904) Ettal, Gemeinde und Kloster im Landkreis Garmisch-Partenkirchen
Ettenhoferstraße, Neuhadern
(1947) Johann Georg Ettenhofer (1668–1741), Baumeister der Münchner Dreifaltigkeitskirche, der Bürgersaalkirche und der Klosterkirche Fürstenfeld
Ettenhueberstraße, Laim
(1930) Mathias Etenhueber (1722–1782), deutscher Dichter und Schriftsteller aus München
Ettlingerplatz,
(1879)
(1904)→Edlingerplatz
Ettlingerstraße,
(1879)
(1904)→Edlingerstraße
Ettstraße, Altstadt
(1886) Caspar Ett (1788–1847), Kirchenmusiker, Komponist und Organist. Frühere Namen waren Jesuitengässel (ab 1572), Jesuitenpflaster (1759 bis nach 1803) und Weite Gasse (1803–1886)
Etzwiesenstraße, Gartenstadt Trudering
(1962) alter Flurname, wobei „etzen“ identisch ist mit äsen/atzen
Euckenstraße, Sendling-Westpark
(1950) Rudolf Eucken (1846–1926), deutscher Philosoph, erhielt 1908 den Nobelpreis für Literatur
Eugen-Gura-Straße, Obermenzing
(1947) Eugen Gura (1842–1906), böhmisch-österreichischer Opernsänger, Mitglied des Hoftheaters in München
Eugen-Jochum-Straße, Oberföhring
(2011) Eugen Jochum (1902–1987), Dirigent, Gründer des Symphonieorchesters und des Chors des Bayerischen Rundfunks
Eugen-Kalkschmidt-Weg, Englschalking
(1964) Eugen Kalkschmidt (1874–1962), deutscher Schriftsteller, Redakteur, Kunsthistoriker und Schauspieler
Eugen-Loher-Straße, Aubing
(1985) Eugen Loher (1867–1958), Eisenbahningenieur
Eugen-Papst-Straße, Obermenzing
(1956) Eugen Papst (1886–1956), deutscher Komponist und Professor für Musik
Eulaliastraße,
(1904) geht von der Winfriedstraße nach Kreuzung der Ginhart-,Kurgarten- und Walhallastraße zur Wotanstraße
(1918) 23.er Stadtbezirk
Eulenspiegelstraße, Waldperlach
(1930) Till Eulenspiegel (Ende 13. Jahrhundert bis 1350), Spaßmacher, Held des später entstandenen gleichnamigen Schwankbuches
Eulerstraße, Am Hart
(1932) Leonhard Euler (1707–1783), berühmter Schweizer Mathematiker, Physiker und Astronom
Eurasburgerstraße,
(1918) 24. Stadtbezirk
Europaplatz, Bogenhausen
(1984) Europa
Evastraße, Englschalking
(1933) Eva, eine Figur aus der Wagner-Oper Die Meistersinger von Nürnberg
Eva-Vaitl-Weg, Altaubing
(2014) Eva Vaitl (1921–1988), deutsche Schauspielerin  und Synchronsprecherin
Evereststraße, Gartenstadt Trudering
(1950) Mount Everest, mit 8848 m höchster Berg der Erde in Nepal
Eversbuschstraße, Allach
(1945) Oskar Eversbusch (1853–1912), deutscher Augenarzt, Direktor der Münchner Universitäts-Augenklinik
Eylauer Straße, Denning
(1932) Iława, frühere deutsche Stadt Eylau in Ostpreußen